# Vágzsigmondháza
Vágzsigmondháza (1899-ig Orlové, szlovákul: Orlové) Vágbeszterce városrésze Szlovákiában, a Zsolnai kerület Vágbesztercei járásában.

## Fekvése
Vágbeszterce központjától északra, a Vág jobb partján fekszik.

## Története
Nevét onnan kapta, hogy itt áll Balassa Zsigmond kastélya.
A 18. század végén Vályi András így ír róla: „ORLOVA. vagy Zsigmond háza. Tót falu Trentsén Vármegy. földes Ura G. Balassa, és G. Szapáry Uraságok, lakosai katolikusok, fekszik Várallya alatt Vág vize mellett, ’s ’a Beszterczei Uradalomhoz tartozik, és az Uraságnak szép Kastéllyával díszesíttetik, közép termékenységű földgyei a’ hegy oldalán vannak, legelőjök, és fájok van elég.”
Fényes Elek 1851-ben kiadott geográfiai szótárában így ír a faluról: „Orlove, tót falu, Trencsén vmegyében, Zsigmondháza, s Beszterczével majd csaknem általellenben a Vágh jobb partján. Számlál 350 kath., 6 zsidó lak. Ékeskedik b. Balassa kastélyával. F. u. b. Balassa, gr. Szapáry.”
1910-ben 403, túlnyomórészt szlovák lakosa volt. 1920-ig Trencsén vármegye Vágbesztercei járásához tartozott.
1971-óta Vágbeszterce része.

## Nevezetességei
- A kastélyt 1612-ben Balassa Zsigmond építtette a Vág folyóparti teraszán, reneszánsz stílusban. 1616-ban leégett. 1733-ban bővítették és barokk stílusban építették át.
- Kápolnája Nepomuki Szent János tiszteletére van szentelve.

## Külső hivatkozások
- Vágzsigmondháza Szlovákia térképén
- A Balassa-kastély (szlovák)
- A kastély ismertetője szlovák nyelven
- A kastély a szlovák várak honlapján

## Lásd még
- Vágbeszterce
- Alsóhidas
- Felsőhidas
- Kisfarkasd
- Milohó
- Nemeskvassó
- Paraznó
- Podmanin
- Sebestyénfalva
- Vágalja
- Vághéve
- Vágváralja